# Iceland School of Energy
Reykjavik Energy Graduate School of Sustainable Systems (REYST) est une graduate school islandaise située à Reykjavik et dévouée aux énergies renouvelables, en particulier à la géothermie. Le programme propose trois spécialités : ingénierie, sciences de la Terre et management.

## Présentation
L'école a été établie par un accord en 2007 entre Orkuveita Reykjavíkur, l'Université de Reykjavik et l'Université d'Islande. Fin 2013, l'arrivée de l'institut Iceland GeoSurvey (Islandais: Íslenskar Orkurannsóknir) comme nouveau partenaire renomme l'institution en Iceland School of Energy (Islandais: Islenski Orkuhaskólinn).